# Passy-sur-Marne
Passy-sur-Marne é uma comuna francesa na região administrativa de Altos da França, no departamento de Aisne. Estende-se por uma área de 3,71 km². Em 2010 a comuna tinha 129 habitantes (densidade: 34,8 hab./km²).